# Vojtěch Hačecký
Vojtěch Hačecký (Praga, Checoslovaquia, 29 de marzo de 1987) es un deportista checo que compitió en ciclismo en las modalidades de pista, especialista en la prueba de madison, y ruta; aunque también disputó carreras de ruta.
Ganó una medalla de plata en el Campeonato Mundial de Ciclismo en Pista de 2014, en la prueba de madison.

## Medallero internacional
| Campeonato Mundial | Campeonato Mundial | Campeonato Mundial | Campeonato Mundial |
| Año                | Lugar              | Medalla            | Competición        |
| ------------------ | ------------------ | ------------------ | ------------------ |
| 2014               | Cali (Colombia)    | Medalla de plata   | Madison            |

## Palmarés
2009
- 1 etapa del Gran Premio Guillermo Tell

2012
- 1 etapa del Tour de Azerbaiyán

2013
- 2.º en el Campeonato de la República Checa Contrarreloj

2016
- Memoriał im. J. Grundmanna i J. Wizowskiego